# 15382 Vian
15382 Vian este o planetă minoră (asteroid), cu un diametru de 2,118 km, din centura de asteroizi. A fost descoperită pe 20 septembrie 1997 la Ondřejovská hvězdárna⁠(d) de Lenka Kotková⁠(d) și a fost numită după Boris Vian. 
Obiectul prezintă o orbită caracterizată de o semiaxă mare de 2,2743392 UAi, o excentricitate de 0,05, o înclinație de 6,93849 ° în raport cu ecliptica.